# Dáciai Jakab
Dáciai Jakab (spanyolul Jacobo Daciano, dánul Jacob den Danske) (1484, Koppenhága – 1566, Michoacán, Mexikó) dán származású ferences szerzetes és valószínűleg királyi herceg. Nyolc nyelven beszélt folyékonyan és harcolt a mexikói indiánok elnyomása ellen. A nevében szereplő Dácia nem a volt római provinciára, hanem Dánia középkori latin nevére utal.

## Származása
A történészek között vita tárgya Jakab származása, de elterjedt nézet, hogy János dán, norvég és svéd király esetleg házasságon kívül született fia lehet. Ezt támasztja alá, hogy Iacobus Gottorpiusnak is nevezte magát (a schleswigi Gottorp-vár volt a királyi birtokok központja); kiváló nevelést kapott amelyben jellemzően főnemesi sarjak részesültek; és a magasabb körök védelmét élvezte. Az arisztokrata családokban általános volt, hogy a fiatalabb fiúk papi neveltetést kaptak, azonban az, hogy egy törvényes származású herceg szerzetesnek áll és a tengerentúlra költözik, merőben szokatlannak számított.

## Élete Dániában
Jakab már fiatalon belépett a ferences rendbe, ahol megtanult latinul, görögül és héberül anyanyelvei, a dán és német mellett. Sokáig egy Malmö melletti kolostorban élt, ám 1530-ban a terjedő reformáció hatására a szerzeteseket elkergették a kolostorból, majd kitiltották őket a városokból is.  Jakab mindezt leírta a A szürkebarátok kiűzetésének krónikája című művében, hogy egy esetleges perben bizonyítékul szolgálhasson, ám ilyen perre soha nem került sor. A katolikus papokat ért sok megpróbáltatás ellenére Jakab Dániában maradt egészen 1536-ig, amikor betiltották valamennyi kolduló rendet az országban. Először VII. Albert mecklenburgi herceg udvarába ment, aki az 1534-36-os dán polgárháborúban a katolikusokat támogatta. Itt megtették Dacia ferences provincia vezetőjének, innen kapta a nevét. Eztán Spanyolországba utazott, ahol arabul tanult, majd V. Károly császár engedélyezte hogy Új-Spanyolországban hittérítőként dolgozzon.

## Hittérítő Mexikóban
1542-ben Jakab testvér a mexikói Veracruzba érkezett. Három évet töltött a Colegio de Santa Cruz de Tlatelolco-ban és a nahuatl nyelvet tanulta, aztán Michoacán tartományba költözött a helyi purépecha (más néven taraszkán) indiánok közé. Megtanulta a nyelvüket és makacs küzdelme a bennszülöttek helyzetének javításáért sok konfliktus forrása volt a gyarmati hatóságokkal és a helyi papsággal. Egyik munkájában (Declamación del pueblo bárbaro de los Indios, que habiendo recibido el bautismo, desean recibir los demás sacramentos) szorgalmazta, hogy az indiánokat is fogadják be a papi rendbe, emiatt felettesei penitenciára ítélték.
A tarecuatoi kolostorban halt meg 1566-ban. A helyi indiánok nagy becsben tartották ereklyéit és születésnapját a mai napig megünneplik. 1996-ban javasolták szentté avatását.

## Fordítás
- Ez a szócikk részben vagy egészben  a   Jacob the Dacian című angol Wikipédia-szócikk ezen változatának fordításán alapul.  Az eredeti cikk szerkesztőit annak laptörténete sorolja fel. Ez a jelzés csupán a megfogalmazás eredetét és a szerzői jogokat jelzi, nem szolgál a cikkben szereplő információk forrásmegjelöléseként.